# One More Time (песня Крейга Дэвида)
«One More Time» (с англ. — «Ещё одно время») — сингл британского гэридж-исполнителя Крейга Дэвида. Песня была выпущена в виде цифровой загрузки 20 мая 2016 года как третий сингл с его шестого студийного альбома Following My Intuition. Это третий сингл для его камбэка после «When the Bassline Drops» и «Nothing Like This», которые получили признание критиков.

## Места в чартах
Песня достигла 30-го места в UK Singles Chart 27 мая 2016 года; она оставалась в топ-100 в течение 10 недель, прежде чем выбыла.

## Клип
Музыкальный клип на эту песню был выпущен на официальном аккаунте Дэвида в Facebook 27 мая 2016 года, в нём он сам выступает в роли диджея, а его друзья танцуют вокруг его проигрывателя на протяжении всей песни.

## Список композиций
| №  | Название        | Длительность |
| -- | --------------- | ------------ |
| 1. | «One More Time» | 3:14         |

## Хит-парады
| Хит-парад (2016)                | Наивысшая строчка |
| ------------------------------- | ----------------- |
| Ирландия (IRMA)                 | 92                |
| Шотландия (OCC Scotland)        | 31                |
| Великобритания (OCC UK Singles) | 30                |
| Великобритания (OCC UK Dance)   | 12                |

## Хронология выхода
| Страна         | Дата        | Формат              | Лейбл                    |
| -------------- | ----------- | ------------------- | ------------------------ |
| Великобритания | 20 мая 2016 | CD digital download | Insanity Speakerbox Sony |